# 日本國鐵EF51型電力機車
EF51型电力机车（日语：EF51形電気機関車）是日本铁路的第一代干线电力机车车型，由日本国有铁道的前身铁道省于1926年（大正15年）从美国引进，由鲍尔温机车厂及西屋电气公司设计制造，适用于供电制式为1500伏直流电的电气化铁路。

## 历史
1926年（大正15年），为了满足东海道本线东京至国府津区段的电气化需要，日本向美国订购了一批两台干线客运电力机车，当时定型为8010型电力机车（8010、8011）。1928年（昭和3年）10月，根据铁道省的车辆形式称号规程修订，该型机车改称为EF51型电力机车（EF51 1～ED51 2）。
EF51型电力机车投入运用初期，首先配属到东京机关区，主要在东海道本线担当旅客列车的牵引任务。与英国进口的EF50型电力机车相比，EF51型电力机车具有良好的可靠性，而且轴重也更轻。1931年（昭和6年），随着上越线全线开通运营，EF51型电力机车转配属水上机关区，与ED16型电力机车共同在水上至石打间投入运用。1936年（昭和11年），随着EF10型电力机车的引入，EF51型电力机车重新投入东海道本线运用。
此后，阪和电气铁道（今JR西日本阪和线）向铁道省租用这两台电力机车，担当天王寺至白濱的“黑潮号”直通准急旅客列车的牵引任务。1954年（昭和29年），EF51型电力机车改配属八王子机关区西国立机关支区，用于牵引南武线的货物列车。1959年（昭和34年）9月，EF51型电力机车正式报废，部分可用的零部件成为ED19型电力机车的备件。

## 技术特点
EF51型电力机车是干线客运用的大型直流电力机车，适用于供电制式为1500伏直流电的电气化铁路。机车采用非承载式结构的全金属箱形车体，车体各项载荷全部由底架承担，车体侧墙和顶盖不参与承载。除了被加长的车体和转向架以外，其车体外观与同厂制造的ED53型电力机车十分相似。机车两端为露天的通过台区域，车体两端各设有一个司机室，车体中部为电气室。司机室前方中央设有一扇端门，在司机室内机车运行方向的左侧设有司机操纵台。电气室内有贯通的双侧内走廊连接两端司机室，电气室左右两侧的侧墙均开有五个通风百叶窗口和四个采光玻璃窗，车顶相对两端司机室后部上方的位置各装有一台双臂式受电弓。
机车走行部为两台带有导轮轮对的转向架，每台转向架包括一对导轮和三对动轮。车钩和通过台直接安装在转向架构架的端梁上。两台转向架之间设有弹性联接装置，以提高机车的小半径曲线通过性能，并用于传递牵引力。悬挂装置由钢板弹簧、螺旋弹簧和均衡梁组成。牵引电动机采用抱轴式悬挂，牵引电动机的一端安装在转向架构架上，而另一端通过抱轴承刚性抱合在车轴上。牵引电动机输出的扭矩通过一级减速齿轮传递给轮对，牵引齿轮传动比为25：68（1：2.56）。
EF51型电力机车是直—直流电传动的直流电力机车，通过调节起动电阻、牵引电动机的串—并联转换和磁场削弱来达到调速的目的。机车起动和加速时，六台牵引电动机全部以串联连接，并逐步减少起动电阻的阻值；然后将每三台并联连接的牵引电动机为一组，两组牵引电动机以串联连接；最后六台牵引电动机全部并联连接，直至达到最高速度。为扩大机车的调速范围，在三种连接方式均可以对牵引电动机使用一级磁场削弱。控制装置采用电磁式空气接触器实现有级调压。

## 参看
- EF50型电力机车
- EF52型电力机车
- ED53型电力机车
- 日本电力机车列表